# Tsuyoshi Hakkaku
Tsuyoshi Hakkaku (japanisch 八角 剛史 Hakkaku Tsuyoshi; * 20. April 1985 in der Präfektur Chiba) ist ein japanischer Fußballspieler.

## Karriere
Hakkaku erlernte das Fußballspielen in der Universitätsmannschaft der Komazawa-Universität. Seinen ersten Vertrag unterschrieb er 2008 bei Yokohama FC. Der Verein spielte in der zweithöchsten Liga des Landes, der J2 League. Für den Verein absolvierte er 123 Ligaspiele. 2013 wechselte er zum Ligakonkurrenten Giravanz Kitakyushu. Am Ende der Saison 2016 stieg der Verein in die J2 League ab. Für den Verein absolvierte er 91 Ligaspiele. Ende 2017 beendete er seine Karriere als Fußballspieler.